# Midland Motor Bodies
Midland Motor Bodies war ein britisches Karosseriebauunternehmen, das in den 1920er-Jahren in Coventry tätig war. Das Unternehmen war eng mit dem Autohersteller Riley verbunden.

## Unternehmensgeschichte

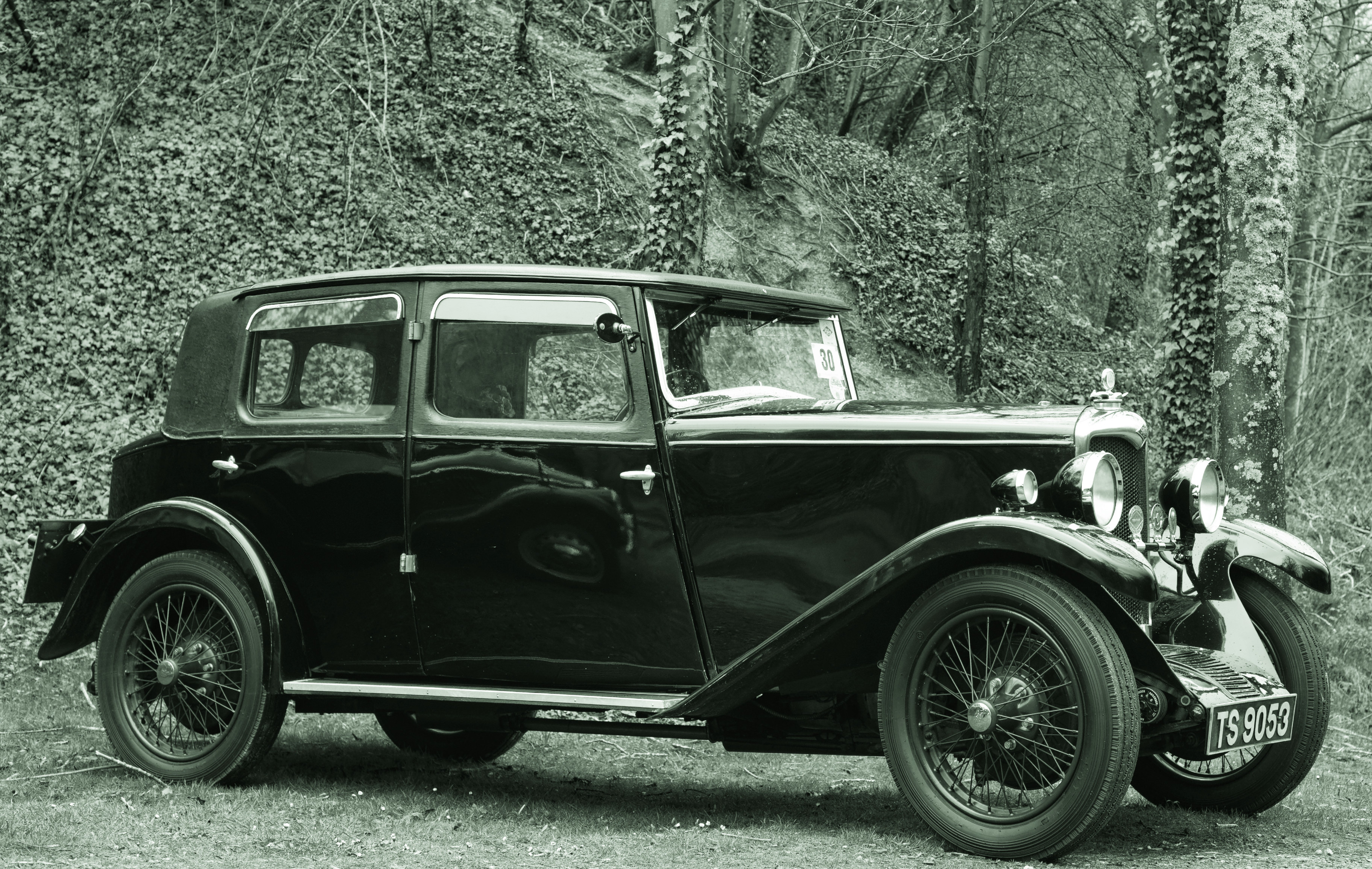
Mit Aufbau von Midland: Riley Nine Biarritz (1931)

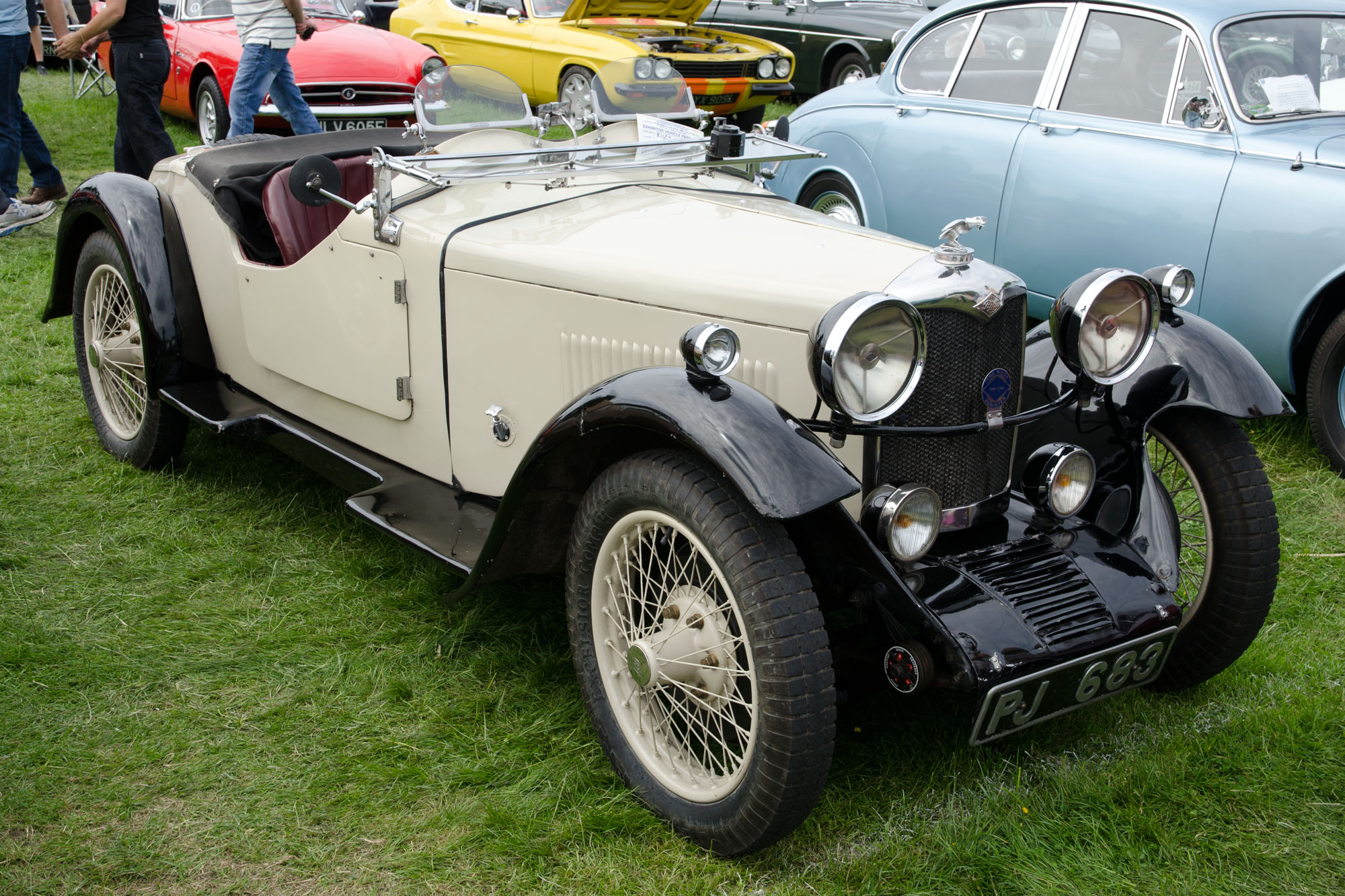
Riley Nine Gamecock (1931)

Das von William Riley Jr. als Fahrradhersteller gegründete Unternehmen Riley (Coventry) Ltd. baute seit 1907 sportliche, oft technisch ambitionierte Automobile. Einzelne Bereiche der Produktion waren in den ersten Jahren auf formal eigenständige Unternehmen ausgegliedert. Die Motorenherstellung etwa lag bei der Riley Engine Company, daneben gab es unter anderem die Nero Engine Company und Riley Motor Manufacturing, die einzelnen Mitgliedern der Riley-Familie gehörten. Diese Betriebe waren auf verschiedene, räumlich getrennte Werkstätten im Stadtgebiet von Coventry verteilt, was den Produktionsprozess aufwendig und teuer machte. Während des Ersten Weltkriege erwarb Riley ein größeres Areal im Vorort Foleshill, wo ein neues Werk entstand, das die Produktion zentralisierte. Nach Kriegsende erfolgte der Umzug nach Foleshill.
Die Karosserien für seine Autos hatte Riley bis zum Kriegsausbruch bei unabhängigen Karosserieherstellern in der Umgebung von Coventry bauen lassen. Ein bevorzugter Hersteller war Hollick & Pratt gewesen, der allerdings ab 1913 seine Beziehungen zu Morris intensivierte und schließlich von Morris übernommen wurde.
Unmittelbar nach dem Ende des Krieges etablierte die Riley-Familie mit Midland Motor Bodies einen neuen Karosseriehersteller. Einige Einzelheiten hierzu sind ungeklärt. Während eine Quelle Midland Motor Bodies für eine Neugründung hält, gehen die meisten Quellen davon aus, dass es sich hierbei um die vor dem Ersten Weltkrieg gegründete Riley Motor Manufacturing Company handelte, die 1918 in Midland Motor Bodies umfirmiert wurde.  Der Name bezieht sich auf die Region West Midlands, für die Coventry eine erhebliche wirtschaftliche Bedeutung hat. Die Leitung des Unternehmens übernahm mit Allan Riley einer der Söhne von William Riley. Midland Motor Bodies zog in eine der Räumlichkeiten in Coventry ein, die durch Umzug den Rileys nach Foleshill freigeworden waren.
In den 1920er-Jahren produzierte Riley vor allem die Modelle 9, 10.8 und 11.9. Sie waren mit unterschiedlichen Karosserien erhältlich, die vielfach mit Städte- oder Tiernamen bezeichnet wurden (Ascot, Biarritz, Gloucester, Monaco, Falcon, Lynx usw.). Die Karosserien entstanden überwiegend bei Midland. Nachdem die fahrbereiten Chassis einschließlich des Motors bei Riley in Foleshill fertiggestellt waren, wurden sie zu Midland nach Coventry gebracht, wo die Karosserien auf die Chassis gebaut wurden. 
Neben den Arbeiten für Riley fertigte Midland mindestens bis 1924 auch einige Aufbauten für andere Autohersteller, unter ihnen Alvis, Calthorpe, Charron-Laycock, Cluley und Westwood. Es waren kleinere Aufträge, um freie Kapazitäten auszunutzen.
Ende 1931 führte Riley mehrere bis dahin selbständige Unternehmen zusammen. Neben der für die Motorenherstellung zuständigen Riley Engine Company wurde auch Midland Motor Bodies von der Riley (Coventry) Limited übernommen. Der Name Midland Motor Bodies verschwand daraufhin. Damit fand die Herstellung aller Komponenten der Riley-Autos ab 1932 unter dem Dach eines einzigen Unternehmens statt. Die ausschließliche Eigenproduktion bestand allerdings nur bis 1935: Dann lagerte Riley den Bau einzelner Karosserieserien aus Kostengründen auf Briggs Motor Bodies aus.
1932 gründeten Mitglieder der Riley-Familie ein neues Unternehmen mit der Firma Midland Motor Bodies. Die Gründe für diesen Schritt sind unbekannt. Nur eine einzelne Karosserie für ein Frazer-Nash-Chassis kann diesem Unternehmen zweifelsfrei zugeordnet werden.